# Argentina Altobelli
Argentina Altobelli nata Bonetti (Imola, 2 luglio 1866 – Roma, 26 settembre 1942) è stata una politica e sindacalista italiana, esponente del movimento socialista riformista.

## Biografia

### I primi anni
Argentina Bonetti nasce il 2 luglio 1866 a Imola, da una famiglia di idee liberali e patriottiche: il padre combatte per l'unità d'Italia nelle battaglie risorgimentali, mentre la madre coltiva forti sentimenti nazionali. Nel 1873, dopo la nascita della sorella, Argentina viene affidata agli zii di Bologna. La sua forte passione per i libri la porta a crearsi una biblioteca, che gli zii distruggono mentre lei soggiorna in campagna, sotto prescrizione del medico per curare alcuni problemi di salute.
Trasferitasi a Parma per completare gli studi, entra in contatto con un gruppo mazziniano, che nel 1884 la invita a tenere una conferenza sull’emancipazione della donna. Si tratta del suo primo intervento pubblico, ripetuto l’anno seguente a Borgo San Donnino (l'odierna Fidenza), dove, recatasi con lo zio all’inaugurazione di un monumento a Giuseppe Garibaldi, viene invitata a tenere un discorso, riscuotendo tra gli uditori notevole successo.

### Attività politica e incontro con il socialismo
Rientrata a Bologna, si iscrive alla facoltà di giurisprudenza, laureandosi nel 1886. Nella città felsinea si impegna attivamente nell’attività politica e sindacale, con la organizzazione di una società operaia femminile. Entra a far parte della commissione esecutiva della Camera del lavoro, sposando così l’ideale socialista e individuando nella causa del riscatto dei lavoratori della terra (specialmente le donne contadine, le mondariso e i braccianti) il movente della propria adesione.
Nel 1889, sposa Abdon Altobelli, maestro elementare di diciassette anni più anziano e militante socialista, che si occuperà, caso piuttosto insolito all'epoca, della crescita del figlio Demos e della figlia Trieste, consentendo alla moglie di dedicarsi pienamente all'attività politica. Un elemento che emerge da una lettera scritta dalla stessa Argentina dopo una delle sue innumerevoli conferenze:
Avvicinatasi alle dottrine e agli ideali proposti da Filippo Turati e Anna Kuliscioff, nel capoluogo emiliano conosce Andrea Costa, instaurando con quest’ultimo un rapporto contrassegnato da intensa amicizia, ma anche da qualche perplessità mostrata dallo stesso dirigente socialista. I due sono accomunati dalla passione per la causa delle classi più deboli e da una viva e incontenibile etica della libertà, che spingerà la Altobelli ad opporsi alle ingiustizie, a lottare contro di esse e a trovare nel socialismo di Costa un autentico sprone per proseguire lungo la strada intrapresa, diventando organizzatrice sindacale e dirigente socialista. Membro fin dal 1906 del consiglio direttivo della Confederazione Generale del Lavoro (CGdL) diretta da Rinaldo Rigola, Argentina Altobelli assume un ruolo di primo piano anche all’interno del Partito Socialista Italiano, venendo designata, sempre nel 1906, tra i componenti della direzione nazionale, ruolo che ricopre anche nel 1908 e nel 1910.
Il marito Abdon muore nel 1909 e, ripensando al matrimonio, Argentina afferma: "il giorno che mi unii a lui fu il più bel giorno della mia vita".

### L’impegno nella Federazione Nazionale dei Lavoratori della Terra
Nel 1901 contribuisce alla fondazione della Federazione nazionale dei lavoratori della terra (Federterra), sorta a Bologna con l’intento di uniformare e disciplinare tutto il movimento dei lavoratori agricoli. Il 12 gennaio 1902 si tiene nella città emiliana il congresso costitutivo della categoria, destinata a diventare una delle più importanti tra quelle organizzate dal sindacato. Nel 1904 partecipa in qualità di delegata dell’Alleanza Femminile al Congresso internazionale di Amsterdam, mentre nel 1905 viene nominata segretaria nazionale di Federterra, cui dà un fondamentale contributo in termini organizzativi e politici. L’incarico, che ricoprirà per vent'anni, fino allo scioglimento d'autorità dell'organizzazione, voluto da Benito Mussolini, rappresenta una novità per rilievo e ruolo politico attribuiti a una donna nell’Europa di quel tempo. Nel 1919 viene nominata rappresentante della Federterra nel Consiglio Superiore della Previdenza e delle Assicurazioni ed entra nel Comitato Nazionale Femminile Socialista.

### In difesa degli ultimi
Fautrice di molte battaglie per l'emancipazione femminile, compresa quella per il divorzio, Argentina Altobelli dedica buona parte del suo impegno al miglioramento delle condizioni dei più umili, primi tra tutti i lavoratori e le lavoratrici della terra, battendosi sul terreno dei diritti, delle normative e dei miglioramenti salariali, con particolare attenzione all’universo bracciantile e a quello mezzadrile. Divenuta nel 1912 consigliere del lavoro e rappresentante dei contadini all’interno del Ministero per l'agricoltura, l'industria e il commercio, partecipa alla promozione di un Primo maggio di "protesta", contro la disoccupazione aggravata dalla crisi del settore tessile.

### Il fascismo, gli ultimi anni e la morte
Nel 1920 partecipa, in qualità di segretaria di Federterra, al Congresso internazionale dei lavoratori della terra, svoltosi ad Amsterdam nel mese di agosto. Mantiene la direzione del sindacato fino al suo scioglimento, avvenuto dopo l’avvento del fascismo. Al Congresso socialista di Livorno del gennaio 1921, si schiera con i riformisti. Nel 1922 le pressioni fasciste la costringono a lasciare Bologna. Argentina Altobelli rivolge un attacco diretto a Mussolini sul giornale La Terra, organo di Federterra. In esso lo definisce "Fascista proletario" e si rivolge a lui come "sicario pagato dagli agrari... tiranno della reazione... flagellatore dei deboli... assassino dei tuoi fratelli". Dopo l’omicidio di Giacomo Matteotti (10 giugno 1924), Mussolini, che desiderava riappacificarsi con riformisti e socialisti, convoca Argentina a Palazzo Chigi, offrendole di ricoprire il ruolo di sottosegretario all'agricoltura. Argentina rifiuta la proposta, attestandosi su una posizione di "esiliata in patria", ovvero schierandosi tra coloro che esprimono l’opposizione al fascismo attraverso il rifiuto ed il silenzio. Gli ideali per i quali aveva speso la sua vita sembravano sconfitti ed ella si ritrae, per "arrugginire come una lama nel fodero".
Trascorre l'ultimo periodo della sua vita mantenendosi con umili lavori: realizza ad esempio fiori da ornamento e lavora come impiegata nella biblioteca dell’Istituto Nazionale della Previdenza Sociale. I problemi economici che deve affrontare non le impediscono di garantire alla figlia Trieste e alle nipoti (con le quali vive dal maggio 1924) un’esistenza dignitosa. Paladina dei diritti degli umili e dei diseredati, si era battuta affinché i lavoratori avessero assicurata la vecchiaia, ma essa stessa non può beneficiare di alcun contributo o sostegno economico. Nel 1941 muore il figlio Demos. Nel suo testamento richiede un funerale cattolico, questo certo per evitare il rito civile, fonte di imbarazzo per i familiari, ma anche per la vicinanza a una religiosità che pone Cristo come modello di povertà e Dio vicino a coloro "che non lo smentiscono nella bellezza sentita della natura, nelle opere buone, nell’esame della coscienza rivolta al bene e schiva del male".
Muore a Roma il 26 settembre 1942. Ad accompagnare il feretro durante la cerimonia funebre vi è una corona di fiori rossi, omaggio dei suoi compagni. Viene sepolta al cimitero del Verano insieme alla figlia Trieste e alla nipote Ariella.

## Congressi
- novembre 1901: Congresso di Bologna al quale partecipano 300.000 contadini federati nelle leghe;
- 12 gennaio 1902: Congresso della Federterra a Bologna;
- 2 febbraio 1902: Congresso della Federterra a Bologna con Altobelli Segretaria;
- 1902: Congresso nazionale agrario della Federterra;
- 24 ottobre 1903: Conferenza a Pesaro;
- 1903: Consiglio Nazionale delle donne italiane;
- 1904: Congresso Internazionale femminista a Berlino;
- 18 febbraio 1905: Consiglio Generale della Federterra bolognese;
- 1906: Congresso nel quale Altobelli e Vezzani presentarono la relazione morale e finanziaria;
- 7 aprile 1906: secondo Congresso dei lavoratori della terra a Bologna;
- aprile 1908: Congresso delle donne a Milano;
- maggio 1908: Congresso delle donne a Milano;
- 1908: decimo Congresso del PSI (Altobelli entra a far parte della direzione nazionale del partito);
- febbraio 1912: Argentina è la prima donna insieme a Carlotta Clerici, rappresentante a sua volta della Federazione delle società di mutuo soccorso, a fare ingresso nel CSL;
- 1920: Altobelli partecipa al congresso sindacale internazionale di Amsterdam come delegata italiana, lei presenta un ampio resoconto sui precedenti vent'anni della Federterra;
- 1922: Argentina partecipa al XIX° Congresso del PSI.

## Archivio
L'archivio di Argentina Altobelli è conservato presso la Fondazione di studi storici Filippo Turati di Firenze. Il fondo contiene documentazione dal 1862 al 1978 e, oltre alle carte di Argentina Altobelli, sono conservati documenti relativi al marito Abdom ed altra documentazione reperita da Ariella Farulli, loro nipote, comprendente corrispondenza della famiglia e atti su Argentina Altobelli.